# ニコラス・フォンセカ
ニコラス・フォンセカ（Nicolás Fonseca , 1998年10月19日 - ）は、イタリア・カンパニア州ナポリ県ナポリ出身のウルグアイ人サッカー選手。リーガMX・クラブ・レオン所属。ウルグアイ代表。ポジションはMF。

## クラブ経歴
2016年にノヴァーラFCのプリマヴェーラに入所。2018年にトップチームに昇格。12月16日のセリエCのオルビア・カルチョ1905戦でプロデビュー。以降2シーズンプレーし、2021年にリーベル・プレート・モンテビデオと契約。更に2023年にはCAリーベル・プレートと契約した。

## 代表経歴
2024年3月にウルグアイ代表に初招集。23日のFIFA未公認のバスク自治州代表戦で出場。9月11日の2026 FIFAワールドカップ・南米予選のベネズエラ戦で代表デビューを果たした。

## 人物
- 父は元ウルグアイ代表のダニエル・フォンセカで、ニコラスは父がセリエAのチームを渡り歩いていた1998年にナポリで生まれた[4]。また、弟のマティアス・フォンセカもサッカー選手。